# الجمهورية النيجيرية الأولى
كانت الجمهورية الأولى في الحكم الجمهوري في نيجيريا بين عامي 1963 و1966 التي تحكمها أول دستور جمهوري.

## تأسيس (1963)
على الرغم من أن نيجيريا حصلت على استقلالها عن بريطانيا في جزئية 1 أكتوبر 1960، فإنه لم يكن مستقلا تماما حتى عام 1963 عندما تم التوقيع على إعلان الاستقلال. يشتق اسم «نيجيريا» من كلمة «النيجر» - اسم النهر الذي يشكل ميزة الجغرافية الأكثر أهمية في البلاد. نيجيريا بلد من 923768 كيلومترا مربعا، منضما إلى الغرب بنين، إلى الشمال من جمهورية النيجر وتشاد، والشرق من جمهورية الكاميرون، والجنوب خليج غينيا. حصلت البلاد على استقلالها من الحكومة البريطانية على أكتوبر أول عام 1960، وأصبحت جمهورية في عام 1963. الرحلة إلى الاستقلال بدأت مع بعض التطورات الدستورية، وشهدت هذه التطورات الدستورية في البلاد تحقيق الحكم الذاتي في بعض الأوساط في عام 1957 ومجموع التحرير في 1 أكتوبر 1960.

## الرؤساء
| الرئيس        | المدى                         | حزب                               |
| ------------- | ----------------------------- | --------------------------------- |
| نامدي أزيكيوي | 1 أكتوبر 1963 - 16 يناير 1966 | المجلس الوطني لنيجيريا والكاميرون |

## رؤساء وزراء
| رئيس الوزراء          | المدى                         | حزب        |
| --------------------- | ----------------------------- | ---------- |
| أبو بكر تافاوا باليوا | 1 سبتمبر 1963 - 16 يناير 1966 | مجلس الشعب |

## الأحزاب السياسية
- فريق العمل (AG)
- حركة الشباب بورنو (BYM)
- الحزب الديمقراطي نيجيريا والكاميرون (DPNC)
- حزب الحيوي (DP)
- الاتحاد Igala (تشيس IU)
- Igbira القبلية الاتحاد (ITU)
- الجبهة الغرب الأوسط الديمقراطي (MDF)
- المجلس الوطني لنيجيريا والكاميرون
- دلتا النيجر الكونغرس (NDC)
- الحزب الوطني الديمقراطي النيجيري (NNDP)
- الاتحاد التقدمي عناصر الشمالية (NEPU)
- الكونغرس الناس الشمالية (مجلس الشعب)
- الجبهة التقدمية شمال (الجبهة الوطنية التقدمية)
- الحزب الجمهوري (RP)
- الكونغرس الحزام الأوسط المتحدة (UMBC)
- حزب الاستقلال الوطني المتحدة (UNIP)
- زامفارا العوام الطرف (ZCP)

## السياسة
تم تقسيم البلاد إلى ثلاث مناطق للغرب المنطقة الجيوسياسية، المنطقة الشرقية والمنطقة الشمالية والأحزاب السياسية أخذت على الهويات والعقائد من كل منطقة. حزب الشعب الشمالية (مجلس الشعب) يمثل مصالح الهوسا / الفولاني منطقة يغلب الشمالية]، والمجلس الوطني لنيجيريا والكاميرون (NCNC)] (سميت لاحقا ب «المجلس الوطني للمواطنين النيجيري») ممثلة الإيبو المنطقة الشرقية ذات الأغلبية، وفريق عمل (AG) تهيمن بالمنطقة الغربية اليوروبا. اتخذ مجلس الشعب السيطرة على البرلمان الاتحادي، وشكلت حكومة ائتلافية مع NCNC. ويستعد الرجل القوي النيجيري بلا منازع أحمدو بيلو، وSardauna صكتو، زعيم مجلس الشعب، ليصبح رئيس وزراء، ولكن بدلا من ذلك اختار أن يصبح رئيس وزراء الإقليم الشمالي، وبدعم مرشحه نائب تافاوا باليوا لرئيس الوزراء. أثارت هذه الشكوك بين الساسة الجنوبيين، الذين استياء فكرة الحكومة الاتحادية التي يسيطر عليها زعيم الإقليمي من خلال الوكيل المعين له. في نهاية المطاف، وكان اسمه تافاوا باليوا من مجلس الشعب رئيس مجلس الوزراء ورئيس الحكومة، وكان اسمه نامدي أزيكيوي من NCNC الرئيس.
في استقلال نيجيريا، اكتسبت المنطقة الشمالية المزيد من المقاعد في البرلمان من المنطقتين الشرقية والغربية مجتمعة، هذا من شأنه أن يرسخ الهيمنة الشمالية في السياسة النيجيرية لسنوات قادمة. استياء بين الساسة الجنوبيين عجلت في حالة من الفوضى السياسية في البلاد. واتهم أوبافيمي أوولوو، رئيس وزراء المنطقة الغربية، مع الفتنة وأدين في محاكمة مثيرة للجدل. مع حبس أوولوو، انتخب صموئيل أكينتولا على غرار رئيس الوزراء من المنطقة الغربية. لأن أكينتولا كان حليفا لأحمدو بيلو، الرجل القوي بلا منازع من نيجيريا، وانتقد أكينتولا بأنها أداة في الشمال. ورئيس الوزراء من الغرب، ترأس أكينتولا خلال الحقبة الأكثر فوضوية في المنطقة الغربية واحد والذي حصل عليه لقب «وايلد وايلد ويست-». ومع ذلك، في وقت متأخر من الخميس 13 يناير، 1966، باليوا قد أعلن أن الحكومة الاتحادية ولن تتدخل في الغرب. ومع ذلك، في اليوم التالي للغاية، التقى أكينتولا رئيس وزراء الغرب مع حليفه وفي نيجيريا بلا منازع الرجل القوي أحمدو بيلو، وSardauna صكتو، رئيس الوزراء من الشمال ورئيس الحزب من طرف مجلس الشعب الذي ينتمي باليوا. وفي الوقت نفسه مؤتمر أمني على مستوى عال في لاغوس كان يحدث الذي حضره أكثر من كبار officiers الجيش في البلاد. كل هذا النشاط خلق الشائعات بأن الحكومة باليوا ستضطر إلى اتخاذ اجراءات صارمة ضد الانفلات الأمني في الغرب باستخدام القوة العسكرية.

## السياسيين البارزة
رئيس SA أجايي من (وزير الداخلية الاتحادي، وزير الغابات (الدولة)

## الانقلاب
الاضطرابات السياسية خلال منتصف 1960 بلغت ذروتها في أول انقلاب عسكري في نيجيريا. يوم 15 يناير عام 1966، وقاد اللواء تشوكووما كادونا Nzeogwu وجنوده المتمردين زميل (معظم الذين كانوا من استخراج جنوب) والميجور ايمانويل Ifeajuna للجيش النيجيري، نفذت دامية للسيطرة على جميع مؤسسات الحكومة. تافاوا باليوا رئيس الوزراء، اغتيل مع رئيس الوزراء لشمال نيجيريا، الرجل القوي، أحمدو بيلو في Sardauna صكتو، صموئيل أكينتولا رئيس وزراء الغرب وفستوس Okotie-Eboh، وزير المالية . وليس من الواضح ما إذا كانت حياة الرئيس أزيكيوي كان يدخر لأنه كان خارج البلاد في ذلك الوقت، أو ما إذا كان قد تم إبلاغ عن انقلاب وشيك وكان خارج البلاد حتى أن حياته قد تكون بمنأى. استغرق اللواء جونسون اجويى-ايراونسي التحكم كما هو أول رئيس حكومة العسكرية نيجيريا الاتحادية في 16 يناير، 1966.

## الحرب الأهلية وما بعدها: 1966-1979
سيتم مزقتها الجمهورية قبل انفصال بيافرا والحرب الأهلية التي تلت ذلك 1966-1970. بعد أن تجاوز بيافرا والأمة إعادة الموحدة، استمر الحكم العسكري لمدة تسع سنوات أخرى، تنفيذ Nigerianization من الشركات الأجنبية. في نهاية المطاف، أجريت الانتخابات في عام 1979 مما يمهد الطريق أمام الجمهورية الثانية النيجيرية.